# دومينيك شميد
دومينيك شميد (بالألمانية: Dominik Schmid) مواليد 7 سبتمبر 1989 في بريغنز، النمسا، هو لاعب كرة يد نمساوي. مثل منتخب النمسا لكرة اليد.

## سجل المنافسة
شارك في البطولات التالية:
- بطولة أوروبا لكرة اليد للرجال 2014

## روابط خارجية
- دومينيك شميد على موقع الاتحاد الأوروبي لكرة اليد (الإنجليزية)